# Francesco Cuccia
Francesco Cuccia (Mas Çiku Kuqa in albanese, soprannominato Don Ciccio dai siciliani; Piana degli Albanesi, 26 settembre 1876 – Palermo, 1957) è stato un mafioso e politico italiano, legato a Cosa nostra.
È stato il boss mafioso e sindaco del comune di Piana degli Albanesi (allora nota come Piana dei Greci). È conosciuto come colui che, con una sua considerazione, indusse Benito Mussolini durante una visita a Piana dei Greci nel 1924, a scatenare la feroce repressione del fascismo contro Cosa nostra.

## Biografia

### La lotta contro i socialisti
Appartenente alla comunità italo-albanese, Cuccia iniziò con l'umile mestiere di carrettiere e divenne un delinquente abituale: fu infatti condannato più volte per i reati di lesioni e rapina ma fu sempre assolto con la formula dell'insufficienza di prove dalle accuse di associazione a delinquere, omicidio e tentato omicidio. Ben presto raggiunse la posizione di gabellotto, cioè affittuario di grandi feudi, nonché boss mafioso di Piana dei Greci, un paese a circa 30 chilometri da Palermo, noto per il suo forte movimento contadino che richiedeva la riforma agraria. Cuccia si schierò perciò con i proprietari terrieri locali contro il movimento di ispirazione socialista guidato da Nicola Barbato, uno dei leader dei Fasci siciliani insieme a Bernardino Verro nel 1892-1893. Nel giugno 1914 i socialisti vinsero le elezioni comunali con una vittoria schiacciante. Durante la campagna elettorale, erano stati uccisi i militanti socialisti Mariano Barbato (cugino di Nicola) e Giorgio Pecoraro. Cuccia era sospettato di essere il mandante del duplice omicidio, ma nessuno ebbe il coraggio di denunciarlo ed infatti fu incriminato solo dieci anni dopo e poi assolto. Cuccia costrinse anche Nicola Barbato a fuggire a Milano per evitare di fare la stessa fine del cugino Mariano e dell'amico Bernardino Verro, ucciso a Corleone.
A Piana dei Greci i socialisti vinsero anche le elezioni dell'ottobre 1920, conquistando tutti i seggi in consiglio comunale ed eleggendo il sindaco. Durante le elezioni politiche del maggio 1921, i candidati socialisti non poterono fare campagna elettorale né recarsi alle urne a causa delle gravi intimidazioni di Cuccia e dei suoi sgherri mafiosi. Furono assassinati Vito Stassi (28 aprile 1921), presidente della Lega dei contadini di Piana dei Greci, ed anche i dirigenti socialisti Giuseppe Cassarà e Vito Cassarà (5 maggio 1921). Sotto la pressione della mafia, del prefetto di Palermo Vittorio Menzinger e della polizia, il Partito Socialista uscì dal consiglio comunale e dovette anche chiudere la sezione locale. Il comune fu poi posto sotto commissariamento fino alle nuove elezioni del 9 aprile 1922, quando la lista dei liberal-democratici guidata da Cuccia ottenne una vittoria schiacciante, grazie al sostegno del deputato Aurelio Drago e dell'intellettuale arbëreshë Giuseppe Schirò. La lista era "composta da tre quinti di persone appartenenti alla mafia".
Nel giugno di quell'anno, il neo-sindaco Cuccia ricevette il re Vittorio Emanuele III in pompa magna nel locale municipio e, in cambio, ricevette il prestigioso titolo di Cavaliere della Corona d'Italia. Secondo la leggenda (sicuramente una falsa voce messa in giro da lui stesso per accrescere il proprio prestigio), Cuccia riuscì a convincere il re a battezzare suo figlio.

### La repressione fascista
In occasione delle elezioni politiche del 1924, Cuccia ritirò l'appoggio al suo abituale protettore politico, il deputato liberal-democratico Vittorio Emanuele Orlando, e finanziò la campagna elettorale di un altro candidato del listone fascista, Alfredo Cucco. 
Nel maggio 1924, Benito Mussolini, allora presidente del Consiglio, visitò la Sicilia e passò anche da Piana dei Greci, dove fu ricevuto dal sindaco Cuccia. Secondo la leggenda, ad un certo punto Cuccia espresse sorpresa per la scorta di polizia di Mussolini e gli sussurrò all'orecchio: "Voscenza è sotto la mia protezione. A cosa le servono tutti questi sbirri?" Mussolini rimase esterrefatto e si sentì oltraggiato da quest'affermazione, che passò alla storia come il catalizzatore della guerra del fascismo contro la mafia. Quando Mussolini stabilì definitivamente il suo potere nel gennaio 1925, nominò Cesare Mori Prefetto di Palermo, con l'ordine di sradicare la mafia ad ogni costo e di arrestare Cuccia, che infatti finì in manette insieme ad altri 53 mafiosi dei comuni di Piana dei Greci e di Santa Cristina. Nel 1927, nel riferire alla Camera dei deputati sull'andamento della lotta contro la mafia in Sicilia, Mussolini nominò indirettamente proprio Cuccia apostrofandolo come "quell'ineffabile sindaco che trovava modo di farsi fotografare in tutte le occasioni solenni, e che ora è dentro, e ci resterà per un pezzo".
Anche il deputato fascista Alfredo Cucco fu messo sotto indagine dal prefetto Mori per i suoi rapporti con Cuccia ed altri mafiosi ma venne prosciolto per insufficienza di prove nel 1928.
Il 1º maggio 1928 Cuccia venne assolto per insufficienza di prove dall'accusa di aver ordinato il duplice omicidio di Mariano Barbato e Giorgio Pecoraro. Fu però condannato a 11 anni e 8 mesi di reclusione per associazione a delinquere e fu scarcerato nel 1937.

### La strage di Portella della Ginestra
Cuccia è stato anche sospettato come uno dei mafiosi che organizzarono la strage di Portella della Ginestra avvenuta il 1º maggio 1947, quando 11 persone furono uccise e 33 ferite dal bandito Salvatore Giuliano e dai suoi uomini, che spararono sulla folla durante la manifestazione per celebrare la festa dei lavoratori nel luogo dove un tempo Nicola Barbato svolgeva i suoi comizi. Infatti, poche settimane prima della strage, Cuccia e altri boss mafiosi avevano chiesto denaro ai proprietari terrieri per «porre fine ai comunisti una volta per tutte». Dopo un breve interrogatorio, Cuccia e gli altri sospettati furono scagionati e la strage addossata esclusivamente al bandito Giuliano.
Morì nel 1957 nella sua abitazione di Palermo, all'età di 81 anni.